# 霍瓦尔·克莱梅特森
霍瓦尔·克莱梅特森（挪威語：Håvard Klemetsen，1979年1月5日—），挪威男子北欧两项运动员。他曾代表挪威参加2006年和2014年冬季奥林匹克运动会北欧两项比赛，其中2014年冬季奥运会获得一枚金牌。